# Rozsdabarna tinóru
A rozsdabarna tinóru (Xerocomus ferrugineus) a tinórufélék családjába tartozó, Európában és Észak-Amerikában honos, lombos- és fenyőerdőkben élő, ehető gombafaj. 

## Megjelenése
A rozsdabarna tinóru kalapja 4-10 cm széles, fiatalon félgömb alakú, majd domborúvá, széles domborúvá kiterül. Felszíne finoman bársonyos, nemezes, száraz időben felrepedezik. Színe olívbarna, esetleg szürkészöldes, nedvesen rozsda-, gesztenyebarna , vagy barnásvörös.
Húsa fiatalon kemény, később puhább, színe a kalapban és a tönk csúcsán fehéres vagy krémszínű, sérülésre nem változik vagy kissé rózsásodik. Íze savanykás, szaga gyümölcsös, de néha kissé fenolszagú.
Termőrétege csöves. A pórusok viszonylag tágak, a csöves rész tönköz nőtt, vagy bordákkal lefutó. Színe élénk aranysárga, idősen olívbarnás; nyomásra, sérülésre csak nedves időben zöldül.
Tönkje 5-10 cm magas és 0,8-1,5 cm vastag. Alakja hengeres vagy orsószerű. Felülete durván, szélesen bordázott. Alapszíne fehéres vagy sárgás, rajta a kalap színéhez hasonló szemcsés, bordás vagy hálózatos minta lehet. A tövénél fehéres krémsárga.
Spórapora olívaszínű vagy olívbarna. Spórája orsó alakú, sima, mérete 10–13 x 3–4,5 µm. 

### Hasonló fajok
A molyhos tinóruval lehet összetéveszteni, amelynek húsa sérülésre enyhén kékülhet. 

## Elterjedése és termőhelye
Európában és Észak-Amerikában honos. Magyarországon ritka. 
Savanyú talajú lomberdőkben és fenyvesekben él. Nyáron és ősszel terem. 

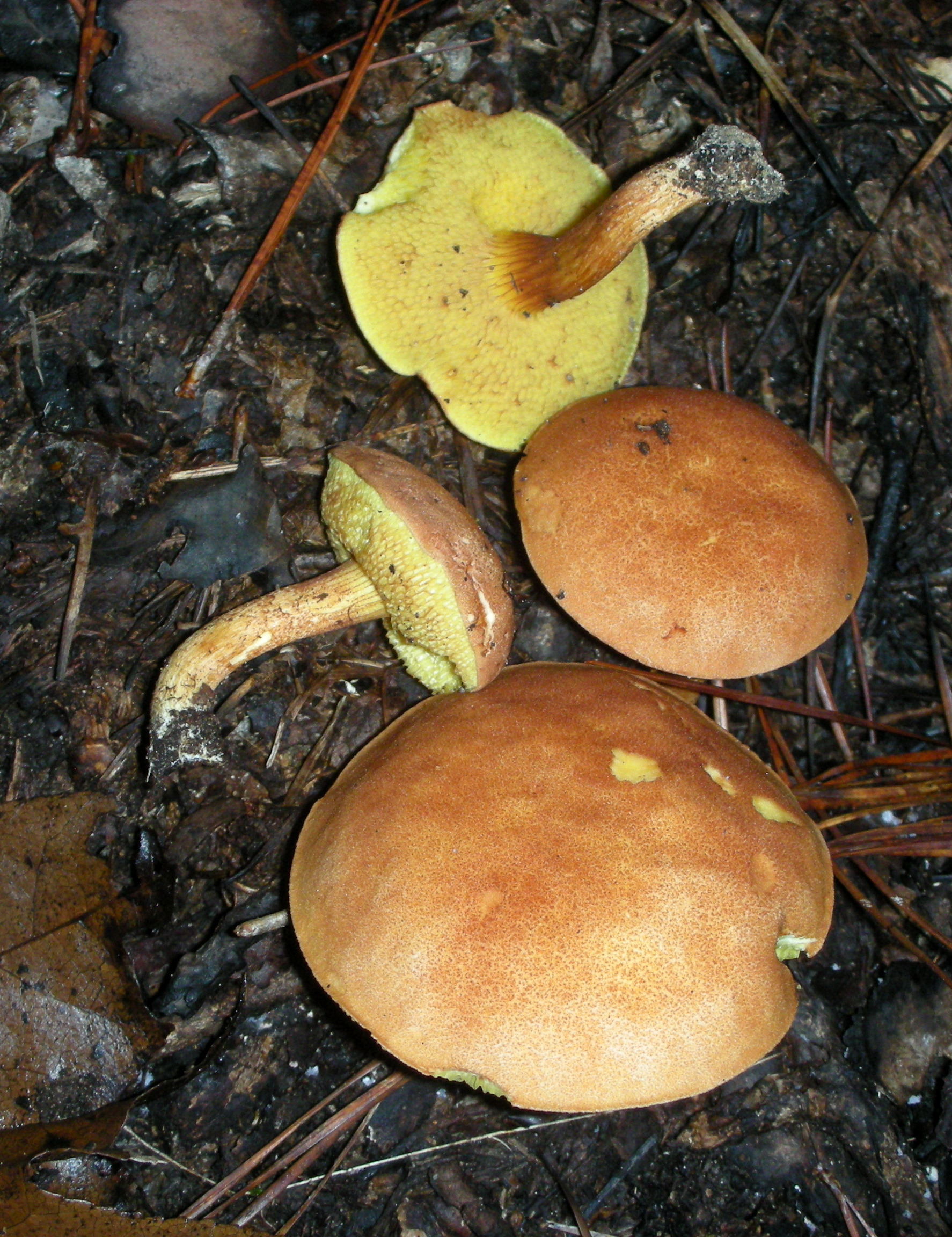
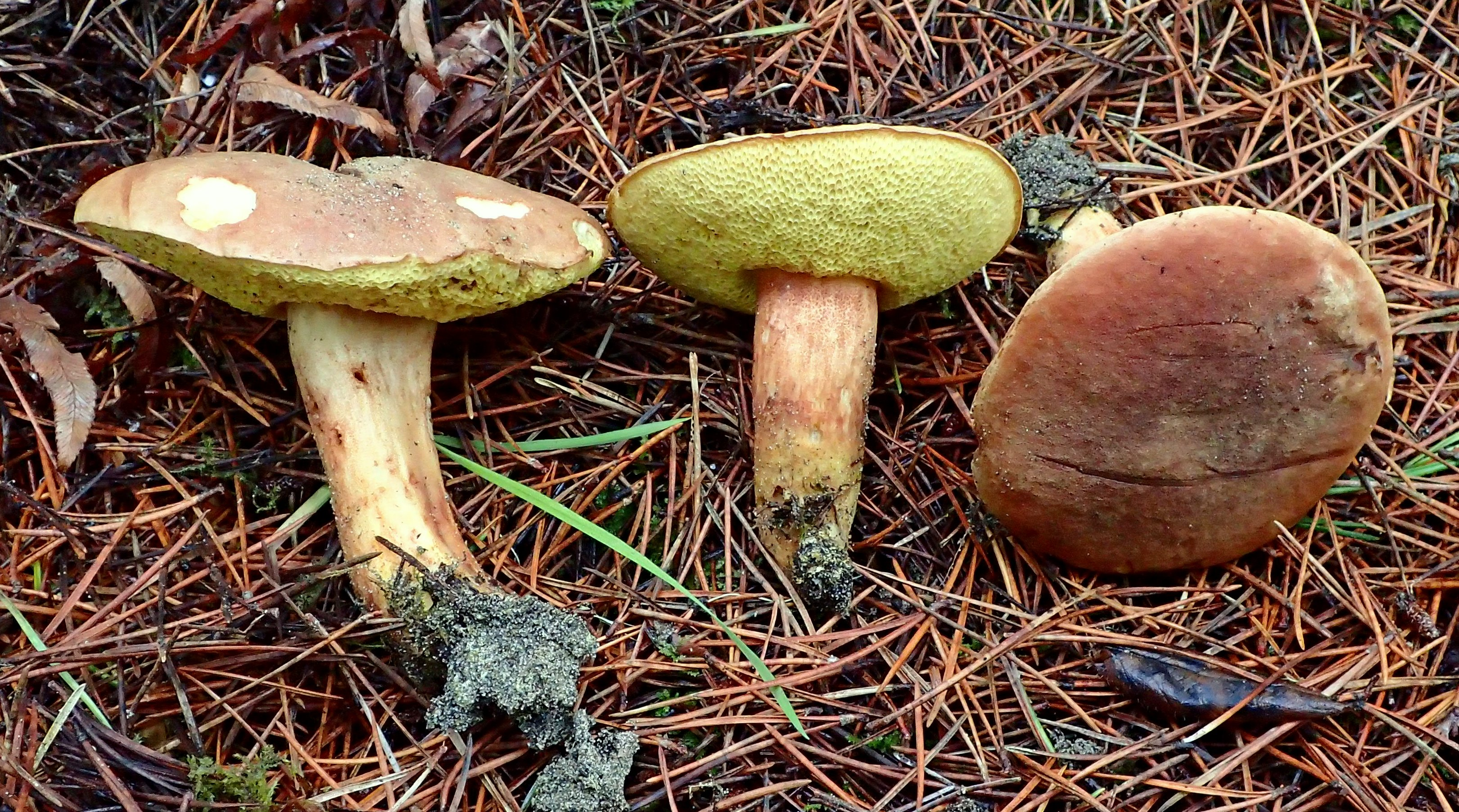
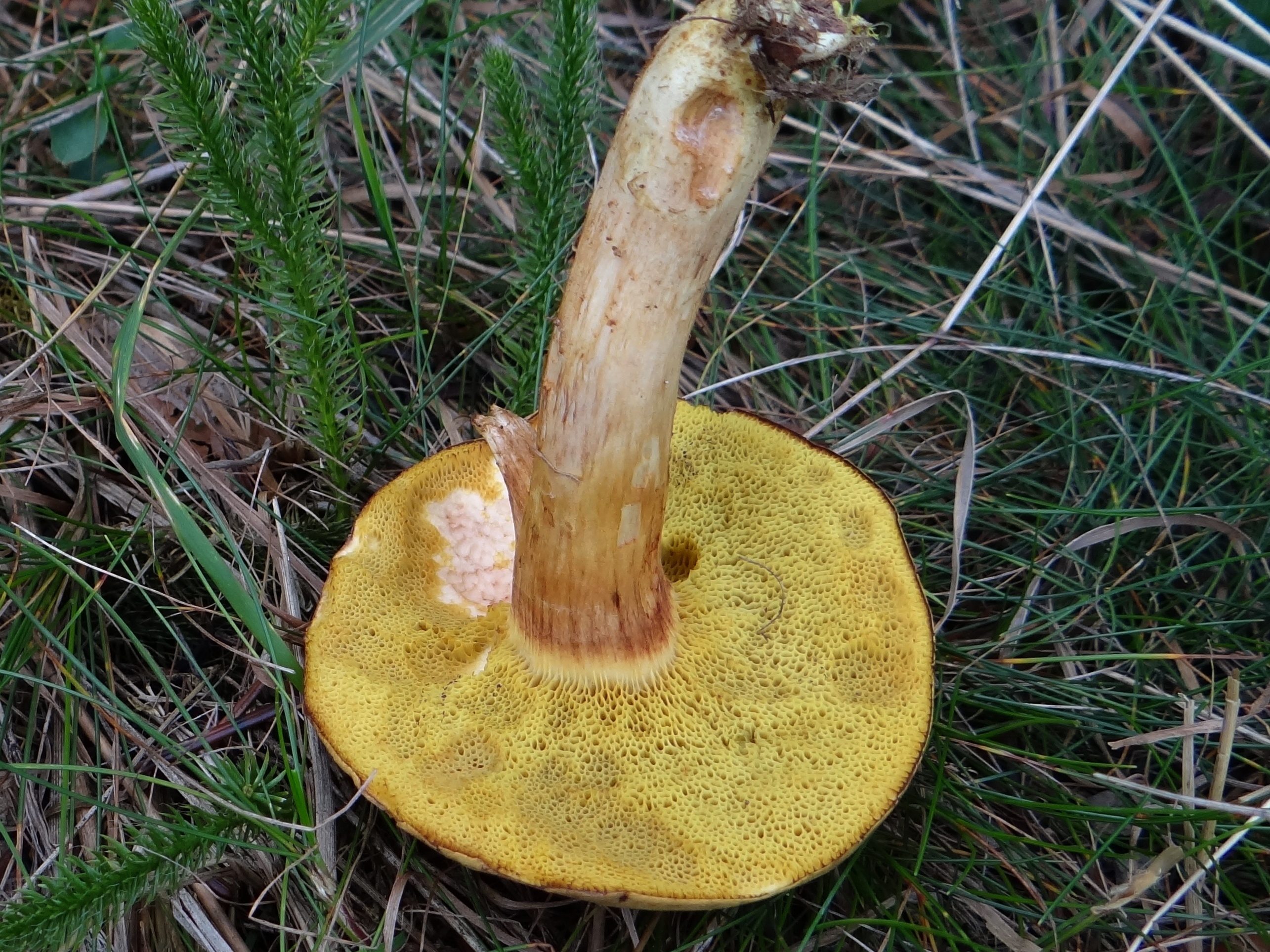
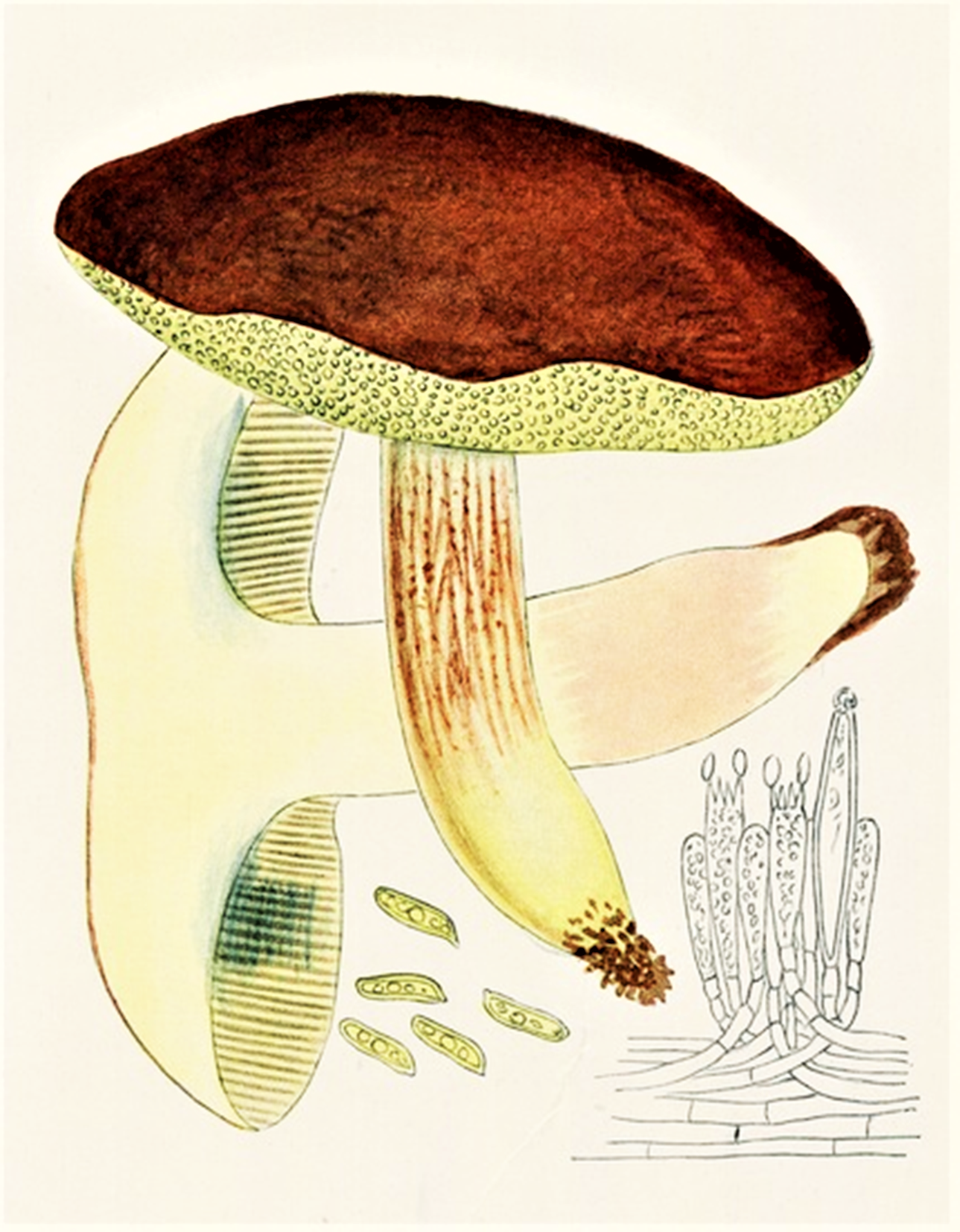
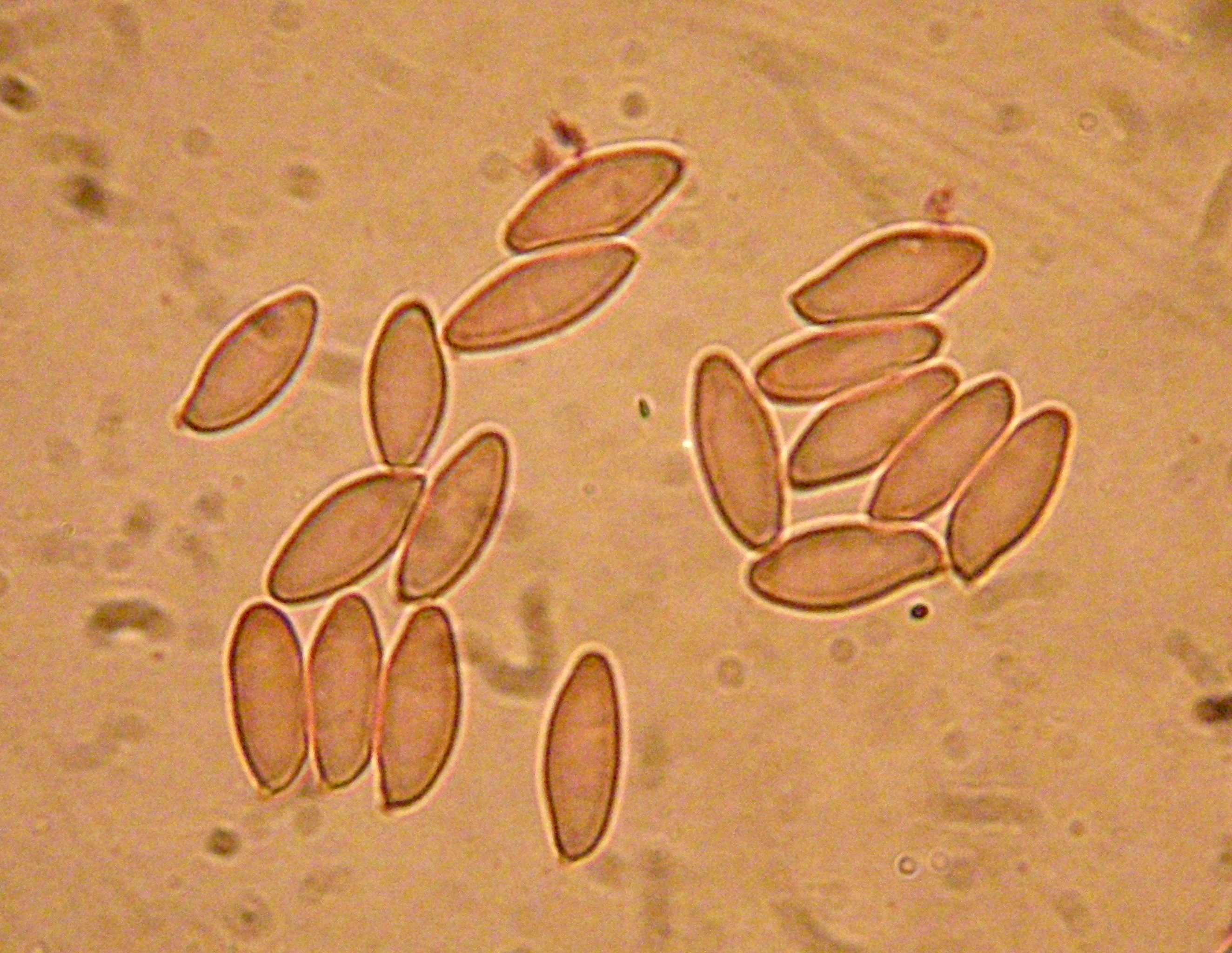

Ehető gomba.